# Gran Premio del Brasile 1993
Il Gran Premio del Brasile 1993 è stato un Gran Premio di Formula 1 disputato il 28 marzo 1993 sull'Autodromo José Carlos Pace di San Paolo. La gara è stata vinta da Ayrton Senna su McLaren. In questa gara segna l'ultima apparizione in F1 per il pilota italiano Ivan Capelli.
È inoltre la centesima vittoria della McLaren in Formula 1.

## Qualifiche
Le Williams si dimostrano estremamente competitive sullo sconnesso tracciato brasiliano; Prost e Hill monopolizzano la prima fila, staccando l'idolo locale Senna di quasi due secondi. Quarto è Schumacher, che precede Andretti, Patrese, Lehto, Wendlinger, Alesi e Blundell.

### Classifica
| Pos                     | No | Pilota               | Costruttore               | Tempo    | Distacco |
| ----------------------- | -- | -------------------- | ------------------------- | -------- | -------- |
| 1                       | 2  | Alain Prost          | Williams - Renault        | 1:15.866 |          |
| 2                       | 0  | Damon Hill           | Williams - Renault        | 1:16.859 | +0.993   |
| 3                       | 8  | Ayrton Senna         | McLaren - Ford            | 1:17.697 | +1.831   |
| 4                       | 5  | Michael Schumacher   | Benetton - Ford           | 1:17.821 | +1.955   |
| 5                       | 7  | Michael Andretti     | McLaren - Ford            | 1:18.635 | +2.769   |
| 6                       | 6  | Riccardo Patrese     | Benetton - Ford           | 1:19.049 | +3.183   |
| 7                       | 30 | Jyrki Järvilehto     | Sauber - Ilmor            | 1:19.207 | +3.341   |
| 8                       | 29 | Karl Wendlinger      | Sauber - Ilmor            | 1:19.230 | +3.364   |
| 9                       | 27 | Jean Alesi           | Ferrari                   | 1:19.260 | +3.394   |
| 10                      | 26 | Mark Blundell        | Ligier - Renault          | 1:19.296 | +3.430   |
| 11                      | 19 | Philippe Alliot      | Larrousse - Lamborghini   | 1:19.340 | +3.474   |
| 12                      | 12 | Johnny Herbert       | Lotus - Ford              | 1:19.435 | +3.569   |
| 13                      | 28 | Gerhard Berger       | Ferrari                   | 1:19.561 | +3.695   |
| 14                      | 14 | Rubens Barrichello   | Jordan - Hart             | 1:19.593 | +3.727   |
| 15                      | 11 | Alessandro Zanardi   | Lotus - Ford              | 1:19.804 | +3.938   |
| 16                      | 25 | Martin Brundle       | Ligier - Renault          | 1:19.835 | +3.969   |
| 17                      | 20 | Érik Comas           | Larrousse - Lamborghini   | 1:19.868 | +4.002   |
| 18                      | 9  | Derek Warwick        | Footwork - Mugen-Honda    | 1:20.064 | +4.198   |
| 19                      | 10 | Aguri Suzuki         | Footwork - Mugen-Honda    | 1:20.232 | +4.366   |
| 20                      | 23 | Christian Fittipaldi | Minardi - Ford            | 1:20.716 | +4.850   |
| 21                      | 22 | Luca Badoer          | Scuderia Italia - Ferrari | 1:20.908 | +5.042   |
| 22                      | 3  | Ukyo Katayama        | Tyrrell - Yamaha          | 1:20.991 | +5.125   |
| 23                      | 4  | Andrea De Cesaris    | Tyrrell - Yamaha          | 1:21.224 | +5.358   |
| 24                      | 24 | Fabrizio Barbazza    | Minardi - Ford            | 1:21.228 | +5.362   |
| 25                      | 21 | Michele Alboreto     | Scuderia Italia - Ferrari | 1:21.488 | +5.886   |
| Vetture non qualificate |    |                      |                           |          |          |
| NQ                      | 15 | Ivan Capelli         | Jordan - Hart             | 1:21.789 | +5.923   |

## Gara
Al via Prost scatta bene, mentre il suo compagno di squadra Hill viene superato da Senna; più indietro, Andretti e Berger hanno un incidente, con la McLaren Ford dell'americano che vola sopra la Ferrari dell'austriaco: i due rimangono illesi. All'undicesimo giro Hill sopravanza Senna; al brasiliano viene poi inflitto uno stop-and-go di penalità per aver effettuato un sorpasso in regime di bandiere gialle, cosa che lo retrocede in quarta posizione dietro Schumacher, anch'egli successivamente punito con uno stop-and-go.
Nel frattempo comincia a piovere. Schumacher perde tempo per un cambio gomme problematico; nel mentre Katayama e Suzuki perdono il controllo delle proprie vetture andando a sbattere contro le barriere. La pioggia aumenta di intensità. Prost ha problemi nelle comunicazioni radio: ritarda il cambio gomme, credendo di aver sentito che il box è occupato da Hill; alla fine del rettilineo d'arrivo si scompone, centra la Minardi Ford incidentata di Fittipaldi e si ritira. Entra in pista la safety car, dietro alla quale si accodano Hill e Senna; più indietro, Alesi effettua diversi sorpassi, cosa che gli costerà uno stop-and-go.
La pista comincia lentamente ad asciugarsi. Al 42º giro Senna sorpassa Hill, dopo che entrambi hanno montato le slick; Herbert, partito 12°, si porta quindi in terza posizione grazie ad una sosta anticipata, dando vita nel finale a una serie di duelli con Schumacher, ma all'ultimo giro subirà il sorpasso del tedesco in rimonta. Senna continua a condurre fino alla fine, andando a vincere il Gran Premio di casa davanti a Hill, Schumacher, Herbert, Blundell e Zanardi, che conquista quello che rimarrà l'unico punto della sua carriera in Formula 1. Per l'ultima volta nella sua lunga storia il Team Lotus, da anni in crisi di risultati, vede entrambi i suoi piloti (Herbert e Zanardi) terminare un Gran Premio in zona punti. 
Grazie a Senna, la McLaren ottiene la sua 100ª vittoria in Formula 1; molto acclamata è la vittoria del brasiliano ad Interlagos, col pubblico che invade la pista a tal punto che alcuni piloti faticano molto a rientrare ai box, così come lo stesso Senna che, osannato dagli spettatori connazionali, deve lasciar parcheggiata la sua McLaren lungo la Reta Oposta ed esser scortato ai box a bordo d'una Safety car, quasi analogamente come successe due anni prima sullo stesso circuito. Sul podio, a complimentarsi col vincitore, c'è Juan Manuel Fangio; l'incontro e l'abbraccio fra i due campioni è una delle immagini più intense riprese nella storia della Formula 1.

### Classifica
| Pos      | No | Pilota               | Costruttore               | Giri | Tempo/Ritiro              | Partenza | Punti |
| -------- | -- | -------------------- | ------------------------- | ---- | ------------------------- | -------- | ----- |
| 1        | 8  | Ayrton Senna         | McLaren - Ford            | 71   | 1:51:15.485               | 3        | 10    |
| 2        | 0  | Damon Hill           | Williams - Renault        | 71   | +16.625                   | 2        | 6     |
| 3        | 5  | Michael Schumacher   | Benetton - Ford           | 71   | +45.436                   | 4        | 4     |
| 4        | 12 | Johnny Herbert       | Lotus - Ford              | 71   | +46.557                   | 12       | 3     |
| 5        | 26 | Mark Blundell        | Ligier - Renault          | 71   | +52.127                   | 10       | 2     |
| 6        | 11 | Alessandro Zanardi   | Lotus - Ford              | 70   | +1 giro                   | 15       | 1     |
| 7        | 19 | Philippe Alliot      | Larrousse - Lamborghini   | 70   | +1 giro                   | 11       |       |
| 8        | 27 | Jean Alesi           | Ferrari                   | 70   | +1 giro                   | 9        |       |
| 9        | 9  | Derek Warwick        | Footwork - Mugen-Honda    | 69   | +2 giri                   | 18       |       |
| 10       | 20 | Érik Comas           | Larrousse - Lamborghini   | 69   | +2 giri                   | 17       |       |
| 11       | 21 | Michele Alboreto     | Scuderia Italia - Ferrari | 68   | +3 giri                   | 25       |       |
| 12       | 22 | Luca Badoer          | Scuderia Italia - Ferrari | 68   | +3 giri                   | 21       |       |
| Ritirato | 29 | Karl Wendlinger      | Sauber - Ilmor            | 61   | Surriscaldamento          | 8        |       |
| Ritirato | 30 | Jyrki Järvilehto     | Sauber - Ilmor            | 52   | Problema elettrico        | 7        |       |
| Ritirato | 4  | Andrea De Cesaris    | Tyrrell - Yamaha          | 48   | Problema elettrico        | 23       |       |
| Ritirato | 2  | Alain Prost          | Williams - Renault        | 29   | Incidente                 | 1        |       |
| Ritirato | 23 | Christian Fittipaldi | Minardi - Ford            | 28   | Incidente                 | 20       |       |
| Ritirato | 10 | Aguri Suzuki         | Footwork - Mugen-Honda    | 27   | Incidente                 | 19       |       |
| Ritirato | 3  | Ukyo Katayama        | Tyrrell - Yamaha          | 26   | Incidente                 | 22       |       |
| Ritirato | 14 | Rubens Barrichello   | Jordan - Hart             | 13   | Cambio                    | 14       |       |
| Ritirato | 6  | Riccardo Patrese     | Benetton - Ford           | 3    | Sospensione               | 6        |       |
| Ritirato | 28 | Gerhard Berger       | Ferrari                   | 0    | Collisione con M.Andretti | 13       |       |
| Ritirato | 25 | Martin Brundle       | Ligier - Renault          | 0    | Collisione con F.Barbazza | 16       |       |
| Ritirato | 24 | Fabrizio Barbazza    | Minardi - Ford            | 0    | Collisione con M.Brundle  | 24       |       |
| Ritirato | 7  | Michael Andretti     | McLaren - Ford            | 0    | Collisione con G.Berger   | 5        |       |
| NQ       | 15 | Ivan Capelli         | Jordan - Hart             | /    | Non qualificato           |          |       |

## Classifiche

### Piloti
| Pos | Pilota               | Punti |
| --- | -------------------- | ----- |
| 1   | Ayrton Senna         | 16    |
| 2   | Alain Prost          | 10    |
| 3   | Damon Hill           | 6     |
| 3   | Mark Blundell        | 6     |
| 5   | Michael Schumacher   | 4     |
| 6   | Christian Fittipaldi | 3     |
| 6   | Johnny Herbert       | 3     |
| 8   | Jyrki Järvilehto     | 2     |
| 9   | Gerhard Berger       | 1     |
| 9   | Alessandro Zanardi   | 1     |

### Costruttori
| Pos | Team               | Punti |
| --- | ------------------ | ----- |
| 1   | Williams - Renault | 16    |
| 1   | McLaren - Ford     | 16    |
| 3   | Ligier - Renault   | 6     |
| 4   | Benetton - Ford    | 4     |
| 4   | Lotus - Ford       | 4     |
| 6   | Minardi - Ford     | 3     |
| 7   | Sauber - Ilmor     | 2     |
| 8   | Ferrari            | 1     |

## Fonti
- GpUpdate.com [collegamento interrotto], su f1.gpupdate.net. URL consultato il 30 maggio 2009.
- Teamdan.org, su silhouet.com. URL consultato il 30 maggio 2009.
- Grandprix.com. URL consultato il 30 maggio 2009.